# Orgyia etrusca
Orgyia etrusca är en fjärilsart som beskrevs av Ruggero Verity 1905. Orgyia etrusca ingår i släktet fjädertofsspinnare, och familjen tofsspinnare. Inga underarter finns listade i Catalogue of Life.